# Avegno
Avegno (en ligur Avëgno ) és un comune italià, situat a la regió de la Ligúria i a la ciutat metropolitana de Gènova. El 2011 tenia 2.531 habitants. Limita amb les comunes de Rapallo, Recco, Sori, Tribogna i Uscio.

## Geografia
Situat a l'alta vall del torrent Recco, a l'est de Gènova, compta amb una superfície de 10,93 km² i les frazioni de Salto, Testana i Vescina.

## Ciutats agermanades
- Avegno-Gordevio, Suïssa